# Maria Franciszek Strumiłło
Felicjan Maria Franciszek Strumiłło (ur. 1861, zm. 25 listopada 1895 w Gorycji) – prokurator rzymskokatolickiego diecezjalnego seminarium duchownego w Płocku, spowiednik Marii Franciszki Kozłowskiej, kapłan mariawicki. Zmarł w opinii świętości w Gorycji (wówczas Austro-Węgry).
W Dziele Wielkiego Miłosierdzia został nazwany Pierwszym Mariawitą. Założycielkę mariawityzmu, Marię Franciszkę Kozłowską, nazwał Gołębicą Arki Noego z gałązką oliwną.